# ماير برجر
ماير برجر (بالإنجليزية: Meyer Burger) هي شركة هندسية ميكانيكية نشطة عالميًا، تشتهر في المقام الأول بمرافقها الإنتاجية في صناعة الخلايا الكهروضوئية، يقع مقرها الرئيسي في ثون، سويسرا، تأسست في عام 1953. تقوم بتطوير وإنتاج أنظمة يمكن من خلالها تصنيع الخلايا الشمسية وتوصيلها كهربائيًا لاستخدامها في الوحدات الشمسية، تقوم بتقديم أنظمة قياس عالية الدقة لرقائق السيليكون والخلايا والوحدات الشمسية.

## روابط خارجية
- الموقع الرسمي